# Anghel Demetriescu
Anghel Demetriescu (Alexandria, 5 ottobre 1847 – Karlovy Vary, 18 luglio 1903) è stato uno storico e scrittore rumeno.

## Infanzia e studi
Anghel Demetriescu nacque il 5 ottobre 1847 ad Alexandria, nel distretto di Teleorman. Suo padre, Dumitru Simion, era il proprietario di una piccola bottega in città. Sua madre, Chrysanta Simion nata Velleanu, proveniva da una famiglia benestante. Sembra che Anghel fosse insoddisfatto del suo cognome e che per questo motivo lo avesse cambiato in Demetriescu.
Demetriescu era il terzo di nove figli di una famiglia con un reddito modesto ed ebbe un'infanzia difficile. Nonostante questo riuscì a essere uno studente brillante alla scuola primaria, motivo per cui i suoi genitori lo incoraggiarono a continuare i suoi studi. Si iscrisse alla "Scuola Reale" di Alexandria. Successivamente ottenne una borsa di studio e si trasferì a Bucarest, dove frequentò il Liceo "Matei Basarab" e poi il Liceo "Sf. Sava".
Continuò i suoi studi presso la Facoltà di Lettere di Bucarest, dove incontrò Dimitrie August Laurian e Ștefan C. Michăilescu, con i quali formò un gruppo che ottenne una certa popolarità presso la facoltà. Successivamente Anghel Demetriescu iniziò a lavorare come pedagogo presso la Scuola Macedone-Rumena, incarico ottenuto grazie all'aiuto di Corneliu Diaconovich.
Dopo essersi laureato alla Facoltà di Lettere iniziò la sua attività didattica ed editoriale. Nel 1878, dopo aver vinto il concorso promosso dal Ministero della Cultura, ottenne una borsa di studio all'estero in filologia e, perciò, si recò a Berlino per completare i suoi studi letterari e storici.
Gli studi in Germania, nonostante lo avessero spinto a un'indagine sul suo modo di pensare e all'eliminazione di esagerazioni che, fino ad allora, era solito inserire nelle sue pubblicazioni, ebbero poco influenza sul suo carattere. In generale, non rimase molto soddisfatto dell'istruzione in Germania.
A Berlino conobbe Johannes Vahlen e Adolf Kirchhoff, specialisti in letteratura antica e filologia, Theodor Mommsen ed Ernst Curtius, specialisti in storia antica, e Heinrich von Treitsche, specialista in filosofia storica. Lavorò a una tesi di dottorato su Catullo che avrebbe dovuto discutere con il professore Johannes Vahlen. Demetriescu, tuttavia, aveva un'opinione diversa da quella di Vahlen. D'altra parte, Vahlen non accettò di essere contraddetto ed era solito accettare solo opere strutturate sulle sue idee. Demetriescu però non si arrese e tornò dalla Germania senza aver sostenuto la sua tesi.

## Vita familiare
Nel 1873 Anghel Demetriescu si sposò con Maria Poppovici con la quale ebbe una figlia, Cordelia. Ma il matrimonio non fu felice e divorziarono nel 1882. Nel 1884 si sposò con Emma Gluck, figlia del Dr. Teophim Gluck e sorella di Themistocles Gluck, chirurgo e professore alla Facoltà di Medicina di Berlino. Dal secondo matrimonio nacque Theophil Demetriescu (1891-1958) che sarebbe diventato un famoso pianista.
Il secondo matrimonio influenzò negativamente la vita familiare e, inoltre, Cordelia non andava d'accordo con la matrigna. Per risolvere le tensioni, Demetriescu dovette mandare sua figlia a studiare prima in Francia e successivamente in Germania.

## Vita professionale

### Attività didattica
Nel 1869 fu il primo a ottenere la cattedra di storia e geografia presso il Liceo "St. Sava" di Bucarest. Ebbe come allievo Take Ionescu, per il quale mantenne un'ammirazione per tutta la sua vita, e Barbu Ștefănescu Delavrancea, che in seguito divenne un suo amico molto stretto.
Anghel Demetriescu continuò la sua attività d'insegnante presso il Liceo "St. Sava" fino al 1878, quando partì per Berlino. Dopo il ritorno dalla Germania riprese l'insegnamento presso la scuola secondaria inferiore.
Intendendo intraprendere una carriera universitaria, Anghel Demetriescu si presentò nel 1881 al concorso per la cattedra di storia antica della Facoltà di Filosofia e Lettere dell'Università di Bucarest. Perse però il concorso, che fu vinto da Grigore Tocilescu. Rimase estremamente deluso da questo risultato e tutti i suoi biografi sono d'accordo che questo fallimento ebbe un'influenza negativa sulla sua successiva evoluzione come scrittore e uomo di scienza.
Dopo il concorso pubblicò sulla rivista România Liberă un articolo intitolato Știința de contrabandă in cui attaccò Grigore Tocilescu. Facendo eco ad alcune obiezioni fatte da Bogdan Petriceicu Hasdeu sull'opera di Tocilescu Dacia înainte de Romani dimostrò, attraverso citazioni parallele, l'uso dell'autore di opere di alcuni ricercatori stranieri senza citarne le fonti e l'uso di semplici libri di testo tedeschi per la scuola media. L'articolo non ebbe conseguenze e Demetriescu, dopo la pubblicazione della seconda parte, chiese al giornale di non pubblicare le ultime parti dell'articolo a causa dei litigi avuti con Tocilescu alla Biblioteca Centrale, dove era direttore. Demetriescu accusò Tocilescu di aver ordinato al personale della biblioteca di non mettere a disposizione i libri e le riviste straniere dalle quali quest'ultimo traeva ispirazione per le sue opere.
Anghel Demetriescu non proseguì la carriera universitaria e concentrò i suoi sforzi sull'attività editoriale, mantenendo il suo posto al Liceo "St. Sava". Nel 1885 fu nominato professore e direttore della scuola privata "St. Gheorghe", funzione che svolse in parallelo con il suo lavoro alla scuola precedente. Nel 1890 chiese il trasferimento dal Liceo "St. Sava" al Liceo "Gheorghe Lazăr".
Tra il 1891 e il 1892, dopo la morte di P. Cernatescu, fu professore presso la Facoltà di Filosofia e Lettere dell'Università di Bucarest. Ma questa volta Anghel Demetriescu non era più interessato a una carriera universitaria e non si presentò al concorso organizzato l'anno successivo per ottenere la cattedra.
Anche se non continuò con la carriera universitaria, la sua attività d'insegnamento è tutt'oggi apprezzata. Nel gennaio del 1891 Titu Liviu Maiorescu, Ministro della Cultura e dell'Istruzione Pubblica, lo nominò presidente della commissione nel concorso per la cattedra di lingua tedesca presso la Scuola Normale Superiore di Bucarest al posto di C. Dumiterscu-Iași, che si dimise.
Nel 1898 si ritirò dal suo posto al Liceo "Gheorghe Lazar". Nonostante ciò, rimase direttore del liceo "St. Gheorghe" fino alla sua morte.

### Attività editoriale
Anghel Demetriescu iniziò la sua carriera di scrittore praticamente in contemporanea all'attività didattica. A partire dal 1870 iniziò a pubblicare diversi articoli in Foaia Societății pentru cultura poporului român e, in seguito, contribuì alla rivista Transacțiuni literare. La sua prima opera critica, pubblicata in Transacțiuni literare, fu una recensione eloquente dell'opera teatrale Constantin Brâncoveanu, un dramma storico scritto in lingua rumena dal poeta belga Antonin Roques, professore a Bucarest. Roques era appassionato di cultura rumena e aveva tradotto in francese alcune delle poesie di Vasile Alecsandri.
Inizialmente, la rivista Transacțiuni literare seguiva i principi latini che Dimitrie A. Laurian aveva ereditato da suo padre, l'accademico August Treboniu Laurian ma, nel 1873, la rivista fu fusa con la più grande Revistei Contimporane. Nel 1876 Anghel Demetriescu divenne membro del suo comitato editoriale.
L'attività giornalistica di Demetriescu durante quel periodo fu relativamente minore e costituita principalmente da recensioni di libri scritti da autori rumeni o stranieri. Octavian Papadima, nel suo studio su Anghel Demetriescu, riportò che i suoi primi articoli già mostravano i tratti che avrebbero caratterizzato tutta la sua opera successiva: classicismo, conservatorismo ed erudizione. Nicolae Iorga lo considerava, insieme a Dimitrie A. Laurian, Gheorghe Paucescu e alcuni altri, come uno dei migliori giovani di Bucarest negli anni 70 del 800.
Nello stesso periodo Demetriescu iniziò a pubblicare opere didattiche. Tradusse due volumi di grammatica greca e scrisse un volume di geografia. Inoltre, in collaborazione con l'amico Ștefan Michăilescu, scrisse un volume di zoologia. Queste prime opere evidenziano la sua vasta cultura, eppure, fu la sua conoscenza classica ad attirare l'attenzione dei suoi contemporanei. Nel 1877 la Società Letteraria Rumena, trasformata nel 1879 nell'Accademia romena, gli affidò la traduzione dell'opera Storia Romana scritta da Cassio Dione, che fu pubblicata l'anno successivo.
Dopo il suo ritorno dalla Germania e il suo fallimento all'Università di Bucarest, decise di limitare la sua attività didattica alle scuole superiori e di concentrare la sua attenzione su tre direzioni principali: giornalismo, organizzazione di conferenze e scrittura di saggi.
Iniziò con l'organizzazione di diversi cicli di conferenze presso l'Ateneo Rumeno, conferenze che furono molto ben accolte dal pubblico. Nel 1883 curò una serie di quattro conferenze su Titu Liviu Maiorescu, al termine delle quali pubblicò un primo studio sull'autore. Continuò poi a curare varie opere scrivendo studi introduttivi.
Lavorò nei comitati editoriali di molti giornali, come redattore principale di Națiunea, tra il 1882 e il 1888, e di Epoca, tra il 1885 e il 1903. A partire dal 1885 lavorò per Revista literară, inizialmente con uno studio su Dimitrie Bolintineanu. Successivamente realizzò diversi studi su Ion C. Brătianu e Mihail Kogălniceanu pubblicati in Epoca literară. Nel tempo si affermò come importante critico letterario.
L'attività giornalistica di Anghel Demetriescu comprende principalmente studi su scrittori e politici contemporanei e recensioni e critiche di opere letterarie.

### Partecipazione alla vita culturale di Bucarest
Oltre al suo lavoro di giornalista, Anghel Demetriescu fu coinvolto attivamente nel coordinamento della vita culturale di Bucarest negli ultimi decenni del XIX secolo. Lavorò con molta dedizione per svolgere i suoi compiti ma, d'altra parte, dimostrò una rara modestia. Nella concezione di Demetriescu, le persone dovevano essere giudicate per il lavoro che svolgevano e applicava questo principio anche alla propria vita. La sua modestia non fu sempre compresa dai contemporanei, che spesso non gli diedero il riconoscimento che gli competeva. Tuttavia, il fatto che ricevesse sempre nuovi incarichi è la prova che venisse apprezzato come collaboratore.

#### Comitato Ateneo Rumeno
In seguito al successo delle sue conferenze presso l'Ateneo Rumeno, nel 1884 fu eletto membro del comitato di quest'ultimo. Demetriescu mantenne questa posizione fino alla sua morte, occupandosi dell'organizzazione di cicli di conferenze. A quel tempo, e anche dopo la Prima Guerra Mondiale, le conferenze su questioni culturali erano una componente significativa dell'attività dell'Ateneo Rumeno.

#### Comitato direttivo del Teatro Nazionale
Nel 1888 Titu Liviu Maiorescu divenne Ministro della Cultura e della Pubblica Istruzione del nuovo governo conservatore e, su proposta di Nicolae Petrașcu, nominò Ion Luca Caragiale direttore del Teatro Nazionale e Anghel Demetriescu, Dimitrie Rosetti e Nicolae Petrașcu come membri del comitato direttivo. Caragiale chiese ai membri del comitato di assistere agli spettacoli serali indossando il frac. Anghel Demetriescu rispettò la richiesta con molta religiosità e rimase molto deluso quando, a causa della partenza di Caragiale per un viaggio, la regola venne abbandonata.

#### La prima società di scrittori rumeni
Nel 1899 Bogdan Petriceicu-Haşdeu cercò di costituire la prima società di scrittori rumeni. Nell'atto costitutivo, firmato il 30 gennaio 1899, l'associazione aveva eletto B. P. Haşdeu come presidente e C. Dumitrescu-Iași come vicepresidente. I membri del comitato provvisorio erano: Constantin Disescu, Ion Mincu, Theodor Speranția, Nicolae Petrașcu, Take Ionescu, Nicolae Filipescu, Barbu Ștefănescu Delavrancea, Anghel Demetriescu, Ștefan C. Ioan e Constantin Rădulescu-Motru.
Tuttavia, l'associazione fu mal organizzata perché costituita come un annesso minore della Societății Presei, fondata nel 1883. L'associazione non svolse alcuna attività e solo dieci anni dopo fu istituita la "Societatea Scriitorilor Români".

### Teoria e critica letteraria e artistica
Quasi contemporaneamente al suo ritiro, Anghel Demetriescu iniziò a pubblicare opere di portata più ampia. Si presume che avesse intenzione di dedicare gli ultimi anni della sua vita alla scrittura di compendi. Tuttavia, molte delle sue opere rimasero incompiute.
La maggior parte di queste opere furono pubblicate sulla rivista Literatură și artă română. Tra queste si possono menzionare:
- - Obiectul artei în general.
  - Poetul.
  - Poezia dramatică.
  - Poezia: raporturile ei cu celelalte arte.
  - Poezia și proza: raporturile dinter ele.
  - Izvoarele inspirației poetice.
  - O viziune a trecutului nostru: Boerimea română.
  - Talent și geniu.
  - Cum s-au format poemele omerice.
  - Oameni de litere și bărbați de stat.
  - Teatrul german în 1900.

Alcuni dei suoi studi furono pubblicati postumi, tra i quali:
- - Femeile lui Shakespeare.
  - Arta de a vorbi.
  - Poetul și timpul său.

Tra i manoscritti realizzati nell'ultimo periodo della sua attività letteraria si possono citare:
- Manual de poetică - opera concepita in 10 volumi, di cui i primi due sono andati perduti. Il volume III è datato agosto 1884 e ciò dimostra che Anghel Demetriescu aveva l'intenzione, molto prima di pubblicare i suoi studi di critica letteraria, di realizzare tali opere.
- Manual de istorie - di cui è riuscito a completare solo tre volumi: Izvoarelor istoriei, Omului ca subiect antropologic e Tipurilor preistoriei. Sembra che il lavoro fosse molto grande ed è discutibile che Demetriescu avrebbe mai potuto finirlo.
- I. C. Brătianu - pagini de istorie contemporană - opera della quale completò solo 7 capitoli.

Questi manoscritti si trovano attualmente nella Biblioteca dell'Accademia rumena, ma è improbabile che saranno mai pubblicati.

### Politica
Sebbene non fosse interessato alla politica, nel 1895 fu nominato direttore della biblioteca della Camera dei Deputati. Pochi anni dopo, il 23 aprile 1899, salì al governo il Partito Conservatore, guidato da Gheorghe Grigore Cantacuzino. Avendo molti amici in comune con il nuovo Primo Ministro, Demetriescu si unì a lui, nonostante gli attriti tra Gheorghe Cantacuzino e Titu Liviu Maiorescu per il quale Demetriescu provava una forte ammirazione. Il 29 maggio 1899 fu eletto deputato del Terzo Collegio del distretto di Teleorman come candidato del Partito Conservatore.
Nel 1900 i due giornali conservatori Timpul e Constituționalul si fusero e formarono un nuovo giornale, Conservatorul. Anghel Demetriescu venne nominato, insieme a Iacob Negruzzi, alla direzione politica del quotidiano. Scrisse pochi articoli politici, la maggior parte dei quali furono realizzati durante questo periodo e si incentravano su dibattiti riguardanti questioni di arte e scienza.

### Gli ultimi anni di vita
Nella riunione del 6 aprile 1902, Demetriescu fu eletto membro corrispondente dell'Accademia rumena. Nello stesso anno morì sua moglie Emma. La sua morte lo colpì molto e in seguito condusse una vita più isolata. Continuò a lavorare e a partecipare a importanti eventi culturali. Nell'autunno del 1902 Demetriescu tenne un discorso per celebrare la nomina di Take Ionescu, che era stato suo allievo, a docente e direttore della Școlii de Științe de Stat.
L'anno successivo partì per la sua cura annuale a Karlovy Vary. Si ammalò di polmonite e morì tre giorni dopo, il 18 luglio 1903, a causa delle scarse cure mediche. Il suo corpo è stato portato a Bucarest e sepolto nel cimitero di Bellu.

## Caratteristiche delle sue opere

### Il culto della storia
Ci sono due personalità che hanno contribuito alla formazione del pensiero di Anghel Demetriescu.
Come politico, Anghel Demetriescu ammirò Lord Thomas B. Macaulay, i cui discorsi tradusse dall'inglese e pubblicò accompagnati da un'ampia prefazione. Tenne, inoltre, diversi cicli di conferenze sul lavoro di Macaulay presso l'Ateneo rumeno. Ammirava il modo in cui Macaulay riusciva a coniugare una visione politica coerente, con un ragionamento impeccabile, una cultura solida e un talento oratorio eccezionale. Queste erano le qualità che considerava essenziali per un politico e che cercò nelle figure politiche a lui contemporanee.
Come storico, Demetriescu fu fortemente influenzato da Hyppolite Taine, soprattutto da L'Introduction à l'étude de l'Histoire expérimentale in cui Taine sosteneva che gli eventi storici erano determinati da leggi equivalenti a quelle delle scienze naturali ed era questo, secondo Taine, ciò che conferiva alla storia lo stato di scienza esatta. Secondo Taine, qualsiasi fatto storico dipendeva da tre condizioni: l'ambiente (geografia, clima), razza (la condizione fisica dell'uomo e il suo posto nell'evoluzione biologica) e il tempo (il grado di avanzamento intellettuale dell'uomo).
Sebbene nei suoi scritti si occupasse di questioni di estetica e critica letteraria, Anghel Demetriescu fu, come mentalità, uno storico. Riteneva che per un uomo non potesse esserci ricompensa più grande della gloria conferitagli non dai suoi contemporanei, ma dalla storia e dai posteri.
(Octav Papadima, Anghel Demetriescu - studio introduttivo al volume Opere)
Il desiderio di gloria fu per Demetriescu un criterio essenziale per differenziare i caratteri dei politici. Così, nel parallelismo che tracciò tra Constantin Alexandru Rosettie Ion C. Brătianu, li descrisse come segue:

#### Classicismo
Eccellente conoscitore di scrittori latini e greci antichi e classici, la cultura classica fu per Anghel Demetriescu una realtà organica, parte integrante della sua concezione del mondo. Demetriescu citava frequentemente i classici, non solo Orazio, Tacito e Cicerone, ma anche scrittori meno noti come Cornificio: Rhetorica ad Herennium era una delle sue opere preferite.

#### Razionalismo
Per Anghel Demetriescu, il mondo era ordine, un'armonia tra le gerarchie della materia e quelle dello spirito. Nel pensiero, questo ordine si materializzava nella ragione.
Il ragionamento logico si basava su due strutture di stile che Anghel Demetriescu usava in modo ossessivo nei suoi scritti: parallelismo e antitesi. Il parallelismo è una logica conseguenza dell'ordine: poiché c'è ordine, ci saranno innumerevoli somiglianze che emergono mettendo in evidenza i parallelismi. L'antitesi risulta dall'equilibrio del mondo, che richiede che ogni tesi abbia un'antitesi. Tuttavia, l'uso eccessivo dell'antitesi negli scritti di Demetriescu aveva esattamente l'effetto opposto, portando a sorprendenti errori critici. Demetriescu fu in grado di esaltare il lavoro di uno scrittore e, nella pagina successiva con quasi gli stessi argomenti presentati in antitesi, di distruggere completamente la stessa opera. Queste sue contraddizioni indussero il suo amico V.D. Păun a definirlo come capriccioso e non lucido.
Lo sforzo verso l'ordine costringeva Demetriescu a delimitare con precisione i campi delle diverse arti e i generi nelle sue opere. Anche nell'analisi stilistica era altrettanto severo nell'imporre una presentazione ordinata. Così, in un articolo, affermò:

#### Erudizione
Anghel Demetriescu fu probabilmente il più erudito degli scrittori rumeni, forse a eccezione di Dimitrie Cantemir. Parlava correttamente greco antico e latino, tedesco, francese e inglese, ed era in grado di leggere sia l'italiano che lo spagnolo. Utilizzò queste sue conoscenze per leggere un numero estremamente elevato di opere, che citava nei suoi scritti. Aveva anche una memoria straordinaria che gli permise di conservare le idee delle opere che aveva letto e di poterle utilizzare quando ne aveva bisogno. In molte delle sue opere anche i riferimenti bibliografici erano scritti a memoria.
Tuttavia, queste sue conoscenze erano limitate alla letteratura europea. Anghel Demetriescu la considerava superiore a tutte le altre e, sebbene nel XIX secolo si fossero iniziate a esplorare altre culture, in particolare quelle dell'Asia, non mostrò mai interesse per queste. Così, in tutte le sue opere era solito inserire numerosi riferimenti a scrittori rumeni mentre citazioni di opere di altri continenti erano quasi completamente mancanti e, generalmente, ignorava le culture dell'Europa orientale, come quella russa e polacca.

#### Anghel Demetriescu e i suoi contemporanei
Anghel Demetriescu faceva parte della generazione di intellettuali che iniziarono la loro carriera nel periodo in cui la Romania conquistò la sua indipendenza. Mentre le generazioni precedenti avevano concentrato i loro sforzi sull'unione e la creazione di uno stato indipendente con una struttura occidentale, la nuova generazione, nonostante apprezzasse questi sforzi, riteneva di dover consolidare questi risultati e sviluppare i valori nazionali in modo che la Romania potesse essere al pari degli altri paesi europei. Per raggiungere questo obiettivo era importante ispirarsi all'Occidente, senza copiare i suoi modelli in modo da creare una propria identità nazionale.
Demetriescu era consapevole del ruolo della sua generazione. Nelle sue descrizioni dei personaggi politici, che si trattasse di quelli delle generazioni passate, come Barbu Catargiu, o di quelli a lui contemporanei, come Ion C. Brătianu o Take Ionescu, il criterio principale in base al quale li giudicava era la misura in cui capivano il loro ruolo nella storia del paese e il modo in cui contribuivano al ruolo della loro generazione. Demetriescu nelle sue opere dava molta poca importanza alle controversie interne e alle divergenze tra gli orientamenti dei diversi partiti politici. Il conflitto principale non era tra i vari orientamenti, ma bensì tra la tendenza secondo cui si considerava l'Occidente superiore, da qui la necessità di copiarlo, e la tendenza secondo cui si credeva che i valori nazionali potessero contribuire ugualmente al progresso nazionale.

## Menzioni postume
Nonostante tutto il suo lavoro, non fu molto ricordato dai posteri. Sebbene Nicolae Iorga, Nicolae Petrașcu, Ovidiu Papadima e pochi altri avessero scritto opere su di lui, Anghel Demetriescu venne gradualmente dimenticato. Nel 1937, sotto la cura di Gheorghe Tașcă, la Fondazione per la Letteratura e l'Arte "Regele Carol II" pubblicò un volume delle sue opere nella raccolta Scriitori Români Uitați (Scrittori Rumeni Dimenticati).
Dopo l'ascesa al potere del regime comunista furono redatte, a seguito di un decreto del maggio 1945, liste di opere e pubblicazioni bandite. L'elenco continuò a espandersi, portando infine alla pubblicazione di un volume con un elenco di libri vietati fino al 1 maggio 1948, che comprendeva 500 pagine. In questo elenco, che comprendeva un numero di 8779 titoli, comparirono tutte le opere di Anghel Demetriescu.
Facendo sempre affidamento a una vasta bibliografia, Anghel Demetriescu accumulò un'ampia collezione di opere storiche e letterarie composta da decine di migliaia di volumi. La collezione fu ereditata e conservata da sua figlia, Cordelia Tașcă. Nel 1950, dopo l'arresto di Gheoghe Tașcă, la sua famiglia fu obbligata ad abbandonare la casa e tutti i beni vennero confiscati. La collezione di Anghel Demetriescu fu gettata dalle finestre e portata nella discarica della capitale. Oltre ai libri, nella biblioteca erano conservati vari manoscritti inediti di Barbu Ștefănescu Delavrancea e Alexandru Vlahuță.

## Opere
- Primele elemente de grammatica ellena – tradotto da Anghel Demetriescu, Bucarest, 1872.
- Brâncoveanu – recensione di Anghel Demetriescu del dramma di Antonin Roques, Tranzacțiuni Literare, 1872.
- Versiuni și teme asupra elementelor de grammatica ellena – tradotto da Anghel Demetriescu, Bucarest, 1873.
- Elemente de geografie – Anghel Demetriescu, Bucarest, 1873.
- Convorbiri asupra istoriei naturale. Partea I. Zoologia – scritto da Ștefan Michăilescu e Anghel Demetriescu, Bucarest, 1876.
- Domnul Taine – Anghel Demetriescu, Revista Contimporană, 1876.
- Câteva cuviente asupra revoluțiunii franceze și a pretinșilor Ludovici XVII – Anghel Demetriescu, Revista Contimporană, 1876.
- Alexandru Z. Sihleanu – Anghel Demetriescu, Revista Contimporană, 1876.
- Istoria romana della Nerone pene la Alexandru Severu – tradotto da Anghel Demetriescu, Bucarest, 1878.
- Știința de contrabandă – Anghel Demetriescu, România Liberă, 1881.
- Dimitrie Bolintineanu – Anghel Demetriescu, Revista Literară, 1885.
- Dimitrie Bolintineanu – Anghel Demetriescu, Anale Literare, 1885.
- Discursurile di Barbu Catargiu – discorsi raccolti dalla famiglia Catargiu e introdotti da una biografia scritta da Anghel Demetriescu, 1886.
- Ovidiu di Vasile Alecsandri – Anghel Demetriescu, Epoca, 1888.
- Discursuri di Lord Macaulay – tradotto dall'inglese da Anghel Demetriescu, 1895.
- Mihail Kogălniceanu – Anghel Demetriescu, Epoca Literară, 1896.
- Ion C. Brătianu – Anghel Demetriescu, Epoca Literară, 1896.
- Obiectul artei în general – Anghel Demetriescu, Literatură și artă română, 1897.
- Poetul – Anghel Demetriescu, Literatură și artă română, 1897.
- Discursuri politice ale lui Take Ionescu – Anghel Demetriescu, Literatură și artă română, 1902.
- Mihail Eminescu – Anghel Demetriescu, Literatură și artă română, 1903.

## Cronologia
- 5 ottobre 184: Anghel Demetriescu nasce ad Alessandria, nel distretto di Teleorman.
- 1869: termina gli studi presso la Facoltà di Lettere dell'Università di Bucarest e viene nominato professore di storia e geografia presso il Liceo "St. Sava" di Bucarest.
- 1878-1881: va a Berlino per proseguire gli studi.
- 1881: si presenta al concorso per la cattedra di storia presso l'Università di Bucarest, vinto però da Grigore Tocilescu.
- 1882-1888: lavora come primo redattore al giornale Națiunea!.
- 1884: viene eletto membro del Comitato Ateneo Rumeno, guidato da Constantin Esardcu.
- 1885: viene nominato direttore e professore di storia presso il Liceo privato "St. Gheorghe" di Bucarest.
- 1885-1903: lavora come primo editore del giornale Epoca.
- 1888: viene nominato membro del Comitato Direttivo del Teatro Nazionale.
- 1890: viene nominato professore di storia presso il Liceo "Gheorghe Lazar" di Bucarest.
- 1891-1892: è professore alla Facoltà di lettere e filosofia di Bucarest.
- 1898: si ritira dalla cattedra al Liceo "Gheorghe Lazar", mantenendo solo la cattedra al Liceo "St. Gheorghe".
- 1899: viene eletto deputato per il distretto di Teleorman alla Camera dei deputati.
- 1900: viene nominato direttore del giornale Conservatorul.
- 6 aprile 1902: viene nominato membro dell'Accademia romena.
- 1902: muore sua moglie Emma.
- 18 luglio 1903: Anghel Demetriescu muore a Karlsbad.